# Stroudia tricolor
Stroudia tricolor är en stekelart som beskrevs av Giordani Soika 1992. Stroudia tricolor ingår i släktet Stroudia och familjen Eumenidae. Inga underarter finns listade i Catalogue of Life.